# 13 thermidor
13 messidor 13 fructidor
Le tridi 13 thermidor, officiellement dénommé jour de l'abricot, est le 313e jour de l'année du calendrier républicain.
C'était généralement le 31e jour du mois de juillet dans le calendrier grégorien.